# Præpareret guitar
Et præpareret guitar er et guitar, der har fået sin lyd ændret ved at der placeres ting mellem eller på strengene.
Fred Frith och Keith Rowe er kendt som den der først skrev musik for præpareret guitar fra 1965.
Konceptet er afledt af præpareret piano oprindeligt lanceret af John Cage.

## Guitarister
- Derek Bailey
- Glenn Branca
- Fred Frith
- Nikita Koshkin
- Yuri Landman
- Thurston Moore
- Lee Ranaldo
- Keith Rowe

## Literatur
- Prepared Guitar Techniques - Matthew Elgart/Peter Yates (Elgart/Yates Guitar Duo) ISBN 978-0-939297-88-7, California Guitar Archives, 1990
- Nice Noise Arkiveret 13. september 2012 hos  Wayback Machine - Bart Hopkin & Yuri Landman ISBN 978-0-9727313-6-2, Experimental Musical Instruments, 2012.